# Sluneta Ústí nad Labem
SLUNETA Ústí nad Labem je český basketbalový klub, který sídlí v Ústí nad Labem v Ústeckém kraji. Od sezóny 2011/12 působí v české nejvyšší basketbalové soutěži, známé pod sponzorským názvem Kooperativa NBL. Klubové barvy jsou žlutá a modrá.
Klub byl založen v roce 1946 zásluhou středoškolského učitele Květoslava Soukupa a stal se součástí ústeckého Sokola. Po většinu své existence nosil klub jméno TJ Lokomotiva Ústí nad Labem a hrál nižší československé soutěže. V roce 1993 Ústí poprvé postoupilo do nejvyšší soutěže, kde se od té doby (s výjimkou sezón 1995/96 a 2008/09 – 2010/11) drží dosud. Pohybuje se většinou v dolní polovině ligové tabulky. Nejúspěšnější sezonou pro Slunetu se stala sezona 2013/14, nejen že skončila na konečném šestém místě v Národní basketbalové lize, ale dokonce se byla oceněna jako nejlepší sportovní klub (tým) Ústecka, když po dlouhé době sesadila z trůnu Slovan Ústí nad Labem.
Své domácí zápasy odehrává v hale Sportcentrum SLUNETA s kapacitou 1 600 diváků.Maskotem slunety je červená panda. Zatím největším úspěchem klubu je stříbrná medaile ze sezóny 2023/2024 kdy prohráli 1:4 na zápasy s ERA Basketbal Nymburk.

## Historické názvy
Zdroj: 
- 1946 – Sokol Ústí nad Labem
- 1951 – TJ Lokomotiva Ústí nad Labem (Tělovýchovná jednota Lokomotiva Ústí nad Labem)
- 1991 – BK Lokomotiva 91 Ústí nad Labem (Basketbalový klub Lokomotiva 91 Ústí nad Labem)
- 1996 – BK Spolchemie Ústí nad Labem (Basketbalový klub Spolchemie Ústí nad Labem)
- 1999 – BK SČP Ústí nad Labem (Basketbalový klub Severočeské plynárenské Ústí nad Labem)
- 2006 – BK Ústí nad Labem (Basketbalový klub Ústí nad Labem)
- 2009 – SLUNETA Ústí nad Labem

## Soupiska sezóny 2018/2019
Zdroj: 
| Číslo | Stát  | Hráč                | Ročník | Výška  | Příchod z                                          |
| 0     | USA   | Evan Singletary     | 1994   | 185 cm | BK Iskra Svit (Slovensko)                          |
| 1     | USA   | Josh Treadwell      | 1993   | 196 cm | Essex County College (USA, univerzita)             |
| 4     | USA   | Donald Robinson     | 1988   | 193 cm | Atomerőmű SE (Maďarsko)                            |
| 6     | Česko | Michal Šotnar       | 1992   | 187 cm | Slavoj BK Litoměřice                               |
| 7     | Česko | Filip Šmíd          | 1992   | 196 cm | Basket Brno                                        |
| 8     | Česko | David Šteffel       | 1985   | 211 cm | Orli Prostějov                                     |
| 9     | Česko | Vladimír Dolanský   | 1997   | 184 cm | Sokol Pražský                                      |
| 14    | Česko | Jakub Kaša          | 1992   | 203 cm | BK Armex Děčín                                     |
| 20    | USA   | Spencer Svejcar     | 1994   | 193 cm | Laramie County Community College (USA, univerzita) |
| 23    | Česko | Lukáš Růžička       | 1998   | 198 cm | Sokol Pražský                                      |
| 33    | Česko | Stanislav Votroubek | 1981   | 212 cm | DEKSTONE Tuři Svitavy                              |
| 44    | Česko | Ladislav Pecka      | 1991   | 197 cm | BK Lokomotiva Plzeň                                |

## Umístění v jednotlivých sezonách

### Umístění mužů

#### Domácí soutěže
Zdroj: 
Legenda: ZČ - základní část, červené podbarvení - sestup, zelené podbarvení - postup, fialové podbarvení - reorganizace, změna skupiny či soutěže
| Česko (1993 – ) |                                 |           |                 |           |                              |
| Sezóna          | Název v ročníku                 | Úroveň    | Soutěž          | ZČ        | Play-off                     |
| 1993/94         | BK Lokomotiva 91 Ústí nad Labem | 1. úroveň | 1. liga         | 9. místo  |                              |
| 1994/95         | BK Lokomotiva 91 Ústí nad Labem | 1. úroveň | 1. liga         | 11. místo | Play-out (10. místo, sestup) |
| 1995/96         | BK Lokomotiva 91 Ústí nad Labem | 2. úroveň | 2. liga         | 1. místo  | Postup                       |
| 1996/97         | BK Spolchemie Ústí nad Labem    | 1. úroveň | 1. liga         | 8. místo  | Zápas o 7. místo (prohra)    |
| 1997/98         | BK Spolchemie Ústí nad Labem    | 1. úroveň | 1. liga         | 10. místo | Play-out (10. místo)         |
| 1998/99         | BK Spolchemie Ústí nad Labem    | 1. úroveň | Mattoni NBL     | 11. místo | Skupina o udržení (2. místo) |
| 1999/00         | BK SČP Ústí nad Labem           | 1. úroveň | Mattoni NBL     | 8. místo  | Čtvrtfinále                  |
| 2000/01         | BK SČP Ústí nad Labem           | 1. úroveň | Mattoni NBL     | 9. místo  | Skupina o udržení (1. místo) |
| 2001/02         | BK SČP Ústí nad Labem           | 1. úroveň | Mattoni NBL     | 9. místo  |                              |
| 2002/03         | BK SČP Ústí nad Labem           | 1. úroveň | Mattoni NBL     | 9. místo  |                              |
| 2003/04         | BK SČP Ústí nad Labem           | 1. úroveň | Mattoni NBL     | 11. místo |                              |
| 2004/05         | BK SČP Ústí nad Labem           | 1. úroveň | Mattoni NBL     | 8. místo  | Čtvrtfinále                  |
| 2005/06         | BK SČP Ústí nad Labem           | 1. úroveň | Mattoni NBL     | 7. místo  | Čtvrtfinále                  |
| 2006/07         | BK Ústí nad Labem               | 1. úroveň | Mattoni NBL     | 10. místo |                              |
| 2007/08         | BK Ústí nad Labem               | 1. úroveň | Mattoni NBL     | 12. místo | Sestup                       |
| 2008/09         | BK Ústí nad Labem               | 2. úroveň | 1. liga         | 2. místo  | Semifinále                   |
| 2009/10         | SLUNETA Ústí nad Labem          | 2. úroveň | 1. liga         | 7. místo  | Semifinále                   |
| 2010/11         | SLUNETA Ústí nad Labem          | 2. úroveň | 1. liga         | 5. místo  | Semifinále; postup           |
| 2011/12         | SLUNETA Ústí nad Labem          | 1. úroveň | Mattoni NBL     | 11. místo | skupina o udržení (1. místo) |
| 2012/13         | SLUNETA Ústí nad Labem          | 1. úroveň | Mattoni NBL     | 11. místo |                              |
| 2013/14         | SLUNETA Ústí nad Labem          | 1. úroveň | Mattoni NBL     | 6. místo  | Čtvrtfinále                  |
| 2014/15         | SLUNETA Ústí nad Labem          | 1. úroveň | Kooperativa NBL | 6. místo  | Čtvrtfinále                  |
| 2015/16         | SLUNETA Ústí nad Labem          | 1. úroveň | Kooperativa NBL | 10. místo |                              |
| 2016/17         | SLUNETA Ústí nad Labem          | 1. úroveň | Kooperativa NBL | 8. místo  | Čtvrtfinále                  |
| 2017/18         | SLUNETA Ústí nad Labem          | 1. úroveň | Kooperativa NBL | 7. místo  | Čtvrtfinále                  |
| 2018/19         | SLUNETA Ústí nad Labem          | 1. úroveň | Kooperativa NBL | 7. místo  | Čtvrtfinále                  |
| 2019/20         | SLUNETA Ústí nad Labem          | 1. úroveň | Kooperativa NBL |           |                              |

#### Zahraniční soutěže
Zdroj: 
Legenda: ZČ - základní část, červené podbarvení - sestup, zelené podbarvení - postup, fialové podbarvení - reorganizace, změna skupiny či soutěže
| Evropa (2017 – ) |                        |                |                |                               |
| Sezóna           | Název v ročníku        | Oblast         | Soutěž         | Play-off                      |
| 2017/18          | SLUNETA Ústí nad Labem | Střední Evropa | Alpe Adria Cup | Základní skupina D (3. místo) |
| 2018/19          | SLUNETA Ústí nad Labem | Střední Evropa | Alpe Adria Cup |                               |

### Umístění žen
Zdroj: 
Legenda: ZČ - základní část, červené podbarvení - sestup, zelené podbarvení - postup, fialové podbarvení - reorganizace, změna skupiny či soutěže
| Československo (1957 – 1972) |                                                     |                                                     |                                                     |                                                     |                                                     |
| Sezóna                       | Název v ročníku                                     | Úroveň                                              | Soutěž                                              | ZČ                                                  | Play-off                                            |
| 1957/58                      | TJ Lokomotiva Ústí nad Labem                        | 1. úroveň                                           | 1. liga                                             | 8. místo                                            |                                                     |
| 1958/59                      | TJ Lokomotiva Ústí nad Labem                        | 1. úroveň                                           | 1. liga                                             | 11. místo                                           | Sestup                                              |
| ...                          |                                                     |                                                     |                                                     |                                                     |                                                     |
| 1961/62                      | TJ Lokomotiva Ústí nad Labem                        | 1. úroveň                                           | 1. liga                                             | 8. místo                                            |                                                     |
| 1962/63                      | TJ Lokomotiva Ústí nad Labem                        | 1. úroveň                                           | 1. liga                                             | 8. místo                                            |                                                     |
| 1963/64                      | TJ Lokomotiva Ústí nad Labem                        | 1. úroveň                                           | 1. liga                                             | 8. místo                                            |                                                     |
| 1964/65                      | TJ Lokomotiva Ústí nad Labem                        | 1. úroveň                                           | 1. liga                                             | 8. místo                                            |                                                     |
| 1965/66                      | TJ Lokomotiva Ústí nad Labem                        | 1. úroveň                                           | 1. liga                                             | 8. místo                                            |                                                     |
| 1966/67                      | TJ Lokomotiva Ústí nad Labem                        | 1. úroveň                                           | 1. liga                                             | 9. místo                                            |                                                     |
| 1967/68                      | TJ Lokomotiva Ústí nad Labem                        | 1. úroveň                                           | 1. liga                                             | 8. místo                                            |                                                     |
| 1968/69                      | TJ Lokomotiva Ústí nad Labem                        | 1. úroveň                                           | 1. liga                                             | 9. místo                                            |                                                     |
| 1969/70                      | TJ Lokomotiva Ústí nad Labem                        | 1. úroveň                                           | 1. liga                                             | 9. místo                                            |                                                     |
| 1970/71                      | TJ Lokomotiva Ústí nad Labem                        | 1. úroveň                                           | 1. liga                                             | 8. místo                                            |                                                     |
| 1971/72                      | TJ Lokomotiva Ústí nad Labem                        | 1. úroveň                                           | 1. liga                                             | 12. místo                                           | Sestup                                              |
| ...                          |                                                     |                                                     |                                                     |                                                     |                                                     |
| Pozn.:                       | Družstvo žen zaniklo v průběhu 90. let 20. století. | Družstvo žen zaniklo v průběhu 90. let 20. století. | Družstvo žen zaniklo v průběhu 90. let 20. století. | Družstvo žen zaniklo v průběhu 90. let 20. století. | Družstvo žen zaniklo v průběhu 90. let 20. století. |